# Edwards Nunatak
Edwards Nunatak är en nunatak i Antarktis. Den ligger i Östantarktis. Australien gör anspråk på området. Toppen på Edwards Nunatak är 1 630 meter över havet.
Terrängen runt Edwards Nunatak är huvudsakligen platt. Trakten är obefolkad. Det finns inga samhällen i närheten. 